# Paul Lyth
Paul Wilhelm Lyth, född 13 september 1865 i Stockholm, död 12 september 1951 på Lidingö, var en svensk ingenjör och uppfinnare.
Paul Lyth var son till Wilhelm Lyth. Han avlade mogenhetsexamen i Stockholm 1885 och utexaminerades från Tekniska högskolan 1888. Efter praktik vid verkstäder och ritkontor i Tyskland och USA 1888–1892 var han till 1900 anställd i sin fars firma instrumentfirman G. W. Lyth, och därefter dess chef 1900–1917. Han var 1917–1926 VD för det till aktiebolag ombildade företaget Instrumentfabriks AB Lyth., och från 1926 innehade han Instrumentfirma Paul W. Lyth. Lyth konstruerade och patenterade flera instrument såsom de efter honom uppkallade Pewellkompassen och Pewelloggen samt en terrängkompass. Han skrev även uppsatser i nautiska, optiska och fyrteknologiska ämnen. Lyth styrelseledamot i Svenska slöjdföreningen 1906–1940 och i Sveriges hantverksorganisation 1922–1934. Lyth var en av stiftarna av Svenska Sällskapet för Räddning af Skeppsbrutne och var ledamot av dess styrelse 1907–1947. Han är gravsatt på Lidingö kyrkogård.